# Природна історія зґвалтування
«Природна історія зґвалтування: Біологічні основи сексуального примусу» (англ. A Natural History of Rape) — книга біолога Ренді Торнгілла та антрополога Крейга Т. Палмера, видана 2000 року, в якій автори стверджують, що зґвалтування серед людей може пояснити еволюційна психологія, стверджуючи, що зґвалтування є або поведінковою адаптацією, або побічним продуктом адаптивних рис, таких як сексуальне бажання та агресивність, і внести пропозиції щодо запобігання зґвалтуванням. Вони також критикують припущення про те, що існує зв'язок між тим, що вибрано природним шляхом, і тим, що є морально правильним чи неправильним, що вони називають «натуралістичною помилкою», а також ідею, популяризовану письменницею-феміністкою Сьюзен Бравнміллер у книзі «Проти нашої волі» (1975), що зґвалтування є проявом домінування чоловіків і не має сексуальних мотивів.
Книга отримала широке висвітлення у медіа після публікації уривку з неї в журналі «The Sciences». Вона стала суперечливою, отримала багато негативних відгуків і була засуджена феміністками. Торнгілл і Палмер були розкритиковані за припущення, що зґвалтування є репродуктивною адаптацією, спотворення Браунміллера, сумнівні порівняння між людьми і нелюдськими тваринами, такими як комахи, їхнє ставлення до натуралістичних помилок і пропозиції щодо запобігання зґвалтуванню. У відповідь на їхнє припущення, що зґвалтування є репродуктивною адаптацією, критики зауважили, що багато зґвалтувань, наприклад, зґвалтування маленьких дітей, літніх людей або осіб однієї статі, не можуть призвести до розмноження. Критики також охарактеризували «Природну історію зґвалтування» як погано написану і припустили, що вона є частиною тенденції звинувачувати соціальні проблеми в біологічних причинах і привернула до себе невиправдану увагу через суперечливий предмет дослідження.
Однак деякі рецензенти високо оцінили обговорення еволюційної теорії в книзі, запропонували пом'якшений захист точки зору, що зґвалтування має еволюційну основу, або стверджували, що точка зору, що зґвалтування є сексуально мотивованим, є частково правильною, водночас припускаючи, що зґвалтування також може включати бажання насильство і панування. Захисники книги, включно з її авторами, стверджували, що більшість критики, яку вона отримала, була дезінформованою та неправильно висвітлювала те, що вона насправді стверджувала. Коментатори порівняли полеміку навколо «Природної історії зґвалтування» з суперечками, спровокованими психологом Річардом Гернштайном і політологом Чарльзом Мюрреєм «The Bell Curve» (1994), і припустили, що це частково результат більших суперечок навколо еволюційної психології.

## Резюме

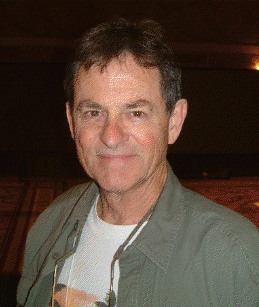
Ренді Торнгілл

Торнгілл і Палмер пишуть, що вони хочуть викорінити зґвалтування, і стверджують, що краще розуміння того, що мотивує зґвалтування, допоможе досягти цієї мети, тоді як хибні припущення щодо мотивації ґвалтівників, ймовірно, перешкодять зусиллям із запобігання зґвалтуванням. Вони пишуть, що зґвалтування можна визначити як «статевий акт, якому жертва чинила опір в міру своїх можливостей, якщо тільки такий опір не міг призвести до смерті або серйозних тілесних ушкоджень жертви, або до смерті чи тілесних ушкоджень осіб, яких жертва зазвичай захищає». Однак вони зазначають, що інші сексуальні насильства, включаючи оральне або анальне проникнення чоловіка чи жінки за тих самих умов, також іноді можна назвати зґвалтуванням. Вони припускають, що теорія та дослідження еволюційної біології та еволюційної психології можуть допомогти з'ясувати остаточні (еволюційні) причини (на відміну від головних безпосередніх причин) зґвалтування самцями різних видів, включаючи людей. Вони стверджують, що здатність до зґвалтування є або адаптацією, або побічним продуктом адаптаційних рис, таких як сексуальне бажання та агресивність, які розвинулися з причин, які не мають прямого зв'язку з перевагами чи вартістю зґвалтування. Вони також обговорюють «натуралістичну помилку», яку вони визначають як помилкове припущення про те, що існує зв'язок «між тим, що вибрано біологічно або природно, і тим, що морально правильно чи неправильно». У своєму обговоренні цього питання вони цитують «Принципи етики» (1903) філософа Джорджа Едварда Мура.
Торнгілл і Палмер вважають антрополога Дональда Саймонса першим автором, який у своїй «Еволюції людської сексуальності» (1979) припустив, що зґвалтування є «побічним продуктом адаптації, призначеної для досягнення сексуального доступу до партнерів за згодою». Вони зазначають, що Саймонса помилково звинуватили в тому, що він базує свої аргументи на припущенні про те, що «поведінка генетично зумовлена», хоча він прямо відкидає це припущення та довго його критикує. Вони критикують пояснення зґвалтування, висунуті соціологами, а також феміністками, такими як Сьюзан Бравнміллер, яка в своїй книзі «Проти нашої волі» популяризувала феміністичну точку зору, за якою зґвалтування є проявом чоловічого домінування, яке не має сексуальних мотивів. Інші автори-феміністки, яких вони критикують, включають Кейт Міллетт, Жермен Ґрір, Сьюзен Гріффін і Кетрін Маккіннон. Вони критикують аргументи про те, що зґвалтування не є сексуально мотивованим, з кількох причин. На їхню думку, висновок про те, що зґвалтування має бути мотивоване бажанням вчинити акт насильства, оскільки воно передбачає застосування сили або погрозу її застосування, є настільки ж нелогічним, як і висновок про те, що чоловіки, які платять повіям за секс, мотивовані благодійністю. Вони критикують аргумент про те, що зґвалтування не може бути сексуально мотивованим, оскільки ґвалтівники не віддають перевагу сексуально привабливим жертвам, наводячи докази того, що непропорційно велика кількість жертв зґвалтувань — це жінки підліткового та раннього двадцятирічного віку. Вони також критикують Зигмунда Фрейда, засновника психоаналізу, стверджуючи, що його вплив призвів до «широкого поширення міфу про те, що жінки підсвідомо бажають бути зґвалтованими».

## Історія видання
«Природна історія зґвалтування» була опублікована MIT Press у 2000 році.

## Відгуки

### Основні медіа
«Природна історія зґвалтування» отримала неоднозначні відгуки від Грега Саппа в Library Journal і філософа Массімо Пілюччі в Skeptic, а також негативні відгуки від Сью Ліз в The Times Literary Supplement, психолога Тома Сембрука в Times Higher Education приматолога Франса де Вааля у The New York Times, біолога Джеррі Койна у The New Republic, журналістки Наталі Енджер у Ms., антрополога Крейга Стенфорда у American Scientist, Джудіт Б. Грінберг у Science Books & Films і Publishers Weekly. Книгу також обговорювали журналістка Барбара Еренрайх у Time, Джуді Квінн у Publishers Weekly, Маріанна Мід Ворд у Report / Newsmagazine (Alberta Edition) Еріка Гуд у The New York Times, Лін Кокберн у Herizons, феміністська письменниця Дженніфер Познер у Extra!, науковий письменник Кендрік Фрейзер в Skeptical Inquirer і філософиня Ненсі Пірсі в Human Events. Торнгілл обговорював цю книгу в інтерв'ю з Девідом Конкаром для New Scientist. Подальші обговорення книги включають журналісти Шерон Беглі в The Daily Beast і Аніл Анантасвамі в New Scientist.
Сапп писав, що навіть назва книги буде розцінена як «запальна». Він вважав, що теорії авторів мають біологічний аспект, який варто розглянути, але також сумнівний ідеологічний аспект. Він розкритикував пропозиції Торнгілла та Палмера щодо запобігання зґвалтуванням як потенційно образливі та передбачив, що «Природна історія зґвалтувань» може викликати стільки ж суперечок, скільки «сумнозвісна» «The Bell Curve» (1994) психолога Річарда Гернстайна та політолога Чарльза Мюррея. Піглюччі зауважив, що книга була суперечливою як через її предмет, так і через суперечливий статус самої еволюційної психології. Він вважав основні положення аргументації Торнгілла і Палмера обґрунтованими і відкинув припущення, що їхня думка про те, що зґвалтування є адаптацією або побічним продуктом, є тривіальною. Однак він вважає, що вони помиляються, повністю відкидаючи ідею про те, що зґвалтування мотивоване прагненням до «насильства і домінування», стверджуючи, що, швидше за все, важливу роль відіграють сексуальні потяги. Він зазначив, що жертвами зґвалтувань стають дуже молоді або літні люди, або особи однієї статі, і стверджував, що «соціально-психологічне пояснення» краще пояснює такі випадки. Він також стверджував, що Торнгілл і Палмер проігнорували той факт, що відбір був не єдиною еволюційною силою, яка потенційно могла впливати на культуру, і недостатньо обговорювали зґвалтування серед нелюдських тварин.
Ліс стверджувала, що автори книги некоректно використовують такі терміни, як «зґвалтування» для позначення поведінки тварин, помилково вважають, що зґвалтування має бути мотивоване репродуктивним потягом, оскільки воно може призвести до розмноження, і не можуть пояснити зґвалтування, які не можуть призвести до розмноження, наприклад, зґвалтування осіб тієї ж статі або дітей. Вона стверджувала, що докази суперечать їхньому твердженню про те, що зґвалтування є наслідком відсутності у молодих чоловіків рольових моделей, і порівняла їхні пропозиції щодо запобігання зґвалтуванням з поглядами Талібану. Вона також відкинула їхню думку про те, що зґвалтування є сексуально мотивованим, стверджуючи, що йдеться «насамперед про контроль і насильство». Однак вона зазначила, що їхні погляди привернули багато уваги. Самбрук описав книгу як депресивну. Він стверджував, що його автори не змогли надати переконливих доказів того, що зґвалтування є пристосуванням, не шукали доказів, які б фальсифікували їхні твердження, або розглядали зґвалтування чоловіків. Він вважав їх вразливими до звинувачень у генетичному детермінізмі та критикував їхні погляди на те, що зґвалтування є сексуально мотивованим.
Де Ваал вважав книгу полемічною і погано написаною. Він критикував її авторів за те, що вони надали мало «реальних описів зґвалтувань», відкинули жінок як ідеологічно заангажованих, а науковців представили як об'єктивних, і недостатньо використовували психологію та докази з поведінки приматів. Він стверджував, що їхня думка про те, що зґвалтування є «насамперед сексуальним», як і протилежна позиція про те, що зґвалтування — це насамперед боротьба за владу, є упередженою. Він стверджував, що вони не змогли підкріпити свою думку про те, що зґвалтування є результатом природного відбору, доказами того, що чоловіки, які ґвалтують, генетично відрізняються від чоловіків, які не ґвалтують, і народжують більше дітей, ніж могли б без зґвалтування, використовували сумнівні порівняння між людьми і нелюдськими тваринами, такими як комахи, надавали надмірного значення здатності чоловіків виявляти жіночу вразливість і передчасному сім'явиверженню, ігнорували той факт, що навіть звичайні форми поведінки не обов'язково є адаптивними, і не змогли провести відмінність між різними видами зґвалтувань. Він зазначив, що третина жертв зґвалтувань — це маленькі діти та люди похилого віку, що чоловіки ґвалтують жінок, з якими вони також мають статеві стосунки за згодою, і що більшість чоловіків не ґвалтують. Він вважає книгу потенційно образливою. Він розкритикував пропозиції її авторів щодо запобігання зґвалтуванням, написавши, що вони помилково розглядають Сполучені Штати як типову країну, а не як країну, особливо схильну до зґвалтувань, і ігнорують «міжкультурну інформацію».
Койн пояснював «фурор», що стався після публікації книги, популярністю еволюційної психології. Він писав, що хоча деякі еволюційні психологи відгукнулися на неї позитивно, її автори зіткнулися з феміністками. Він вважав їхнє твердження, що «зґвалтування є принаймні частково сексуальним актом», правильним, але не новим. Він стверджував, що їхня гіпотеза про те, що зґвалтування є побічним продуктом, не може бути сфальсифікована і як така є ненауковою, і що вона сумісна як з ідеєю про те, що зґвалтування є результатом чоловічої сексуальності та агресії, так і з феміністичною думкою про те, що зґвалтування є наслідком чоловічого домінування. Він поставив під сумнів їхні порівняння між людьми і нелюдськими тваринами. Він вважає, що їхня спроба аргументувати гіпотезу адаптації за допомогою сучасної статистики не узгоджується з іншими поглядами, які вони висловлювали. Він стверджував, що дані свідчать про те, що зґвалтування часто пов'язане з насильством, яке виходить за рамки необхідного для примусу до злягання, і що багато зґвалтувань є груповими або пов'язані з гомосексуальними актами, але не свідчать про те, що зґвалтування збільшує репродукцію. Він звинуватив авторів книги у спотворенні наукової літератури, в тому числі попередніх публікацій Торнгілл, ігноруванні позитивного внеску феміністок у правові та культурні зміни, а також у спробі використати еволюційну психологію для контролю над соціальними науками та соціальною політикою. Він критикував їхні пропозиції щодо запобігання зґвалтуванням. Він дійшов висновку, що «Природна історія зґвалтування» — це «пропаганда», а не наука, і порівняв еволюційну психологію з психоаналізом, стверджуючи, що обидва використовували маніпуляції, щоб вписати «всі можливі пояснення людської поведінки» у свої рамки.
Анжер назвала книгу «полемічною» і звинуватила її авторів у тому, що вони не надали «реальних наукових даних» і спотворили як погляди Бравнміллер, так і феміністичні погляди на зґвалтування загалом. Вона також вважає, що вони не змогли пояснити, чому зґвалтування є більш поширеним явищем в одних суспільствах, ніж в інших, і применшили дані, які суперечать їхнім поглядам. Вона стверджувала, що зґвалтування — це «секс і влада», і ставила під сумнів використання Торнгіллом і Палмером доказів, пов'язаних з поведінкою нелюдських тварин, а також їхні пропозиції щодо запобігання зґвалтуванням.
Стенфорд вважав книгу розчаруванням і «ідеологічною тирадою». Він вважає, що вона отримала більше уваги, ніж заслуговує, через свою суперечливу тематику. Він зазначив, що вона обурила людей, які вважають зґвалтування насамперед насильством над жінками, хоча, на його думку, отримала позитивну реакцію від колег авторів. Хоча він вважає розумною гіпотезу про те, що зґвалтування може мати біологічне підґрунтя, він вважає, що аргументація Торнгілла і Палмера ґрунтується на недостатній доказовій базі. Він звинуватив їх у тому, що вони робили «широкомасштабні заяви про шлюбні вподобання чоловіків і жінок», наприклад, що люди є «м'яко кажучи полігінічними», ґрунтуючись на застарілих соціобіологічних прогнозах, що вони базували свої твердження на «популярних книжках», що вони брали участь у «пристрасній і безладній критиці соціальних наук», що вони помилково вважали адаптацією «будь-яку ознаку, яка здається добре продуманою». Він розкритикував їхнє використання книги «Еволюція людської сексуальності», назвавши її «раннім аналітичним матеріалом». Він стверджував, що їхні дані насправді показують, що зґвалтування має більше репродуктивних витрат, ніж вигод, і тому не може бути адаптацією до спарювання, і зробив висновок, що «Природна історія зґвалтування» була надмірно спрощеною, «найгіршим, що може запропонувати еволюційна психологія», і завдала шкоди «як справі запобігання зґвалтуванням, так і еволюційній психології».
Грінберг вважає, що Торнгілл і Палмер правильно визнали «внесок сексуальності у зґвалтування», але їхня «теоретична дискусія» була «слабкою». Вона розкритикувала їхню нездатність надати докази того, що зґвалтування «збільшує кількість нащадків», і стверджувала, що той факт, що деякі жертви зґвалтувань є чоловіками, літніми жінками або дітьми, не відповідає їхнім поглядам. Вона також розкритикувала їхню нездатність адекватно пояснити, чому багато чоловіків не ґвалтують, і їхні пропозиції щодо запобігання зґвалтуванням, які вона назвала «обмеженими».
Publishers Weekly зазначив, що книга швидко стала «дуже суперечливою», а заяви її авторів були «провокаційними». Він поставив під сумнів припущення Торнгілла про те, що жертви зґвалтування репродуктивного віку «після цього почуваються гірше, ніж старші та молодші жертви», запитуючи, «як він вимірював біль молодих дівчат або літніх жінок». Еренрайх звинуватив Торнгілла і Палмера в мінімізації кількості фізичного насильства, пов'язаного зі зґвалтуванням, і розкритикував їхні пропозиції щодо запобігання зґвалтуванням. За словами Квінн, «Природна історія зґвалтування» обговорювалася до її публікації у відомих статтях у The New York Times і USA Today, і суперечки навколо книги спонукали MIT Press опублікувати її раніше. Квінн заявила, що, хоча преса Массачусетського технологічного інституту знала, що це буде суперечливо, вони були здивовані тим, «наскільки наукові медіа підхопили ранній уривок книги», опублікований у The Sciences, і натомість очікували, що вона приверне увагу після матеріал перед публікацією в Newsweek.
Ворд вважав книгу частиною тенденції звинувачувати в «неприйнятній поведінці» гени людини. Гуд, пишучи перед публікацією книги, заявила, що погляд Торнгілла та Палмера на те, що зґвалтування — це, по суті, статевий акт і що воно може мати еволюційну основу, не є новим, хоча вона зазначила, що їхні рекомендації щодо запобігання зґвалтуванням виходять за рамки таких звичних тверджень, і що їх робота вже викликала гнів через появу витягу в The Sciences. За словами Гуд, хоча Бравнміллер і кілька інших авторів критикували їх, Саймонс погоджувався з їхнім поглядом на чоловічу сексуальність. Кокберн звинуватив Торнгілла і Палмера в ігноруванні того факту, що «кожна інша істота у світі також робить усе можливе для продовження роду, і навряд чи хтось із них коли-небудь спаровується без згоди самки». Вона також стверджувала, що книга має тенденцію до стереотипів і дискредитації чоловіків, підриваючи ідею про те, що вони повинні мати відповідальні посади, і що її авторам має бути соромно за себе. Познер писав, що коли уривок із книги був опублікований у The Sciences, він отримав широке висвітлення в медіа, а автори книги «стали дуже затребуваними медіа-зірками». Вона звинуватила їх у просуванні «спекулятивної та неперевіреної науки» та розкритикувала репортерів за те, що вони не змогли «порівняти заяви Торнгілла та Палмера з вичерпними дослідженнями, проведеними на жертвах зґвалтувань і ґвалтівниках за останні 30 років». Вона порівняла «Природну історію зґвалтування» з «Кривою дзвона». Фрейзер зазначив, що книга викликала суперечки ще до свого виходу.
Пірсі писав, що книга була суперечливою, а її твердження про те, що зґвалтування є екранізацією, є «запальною». Беглі писав, що книгу засудили феміністки, прокурори з питань сексуальних злочинів і соціологи, а біолог Джоан Рафгарден описала її як «останнє виправдання злочинної поведінки „еволюція змусила мене це зробити“ від еволюційних психологів». Анантасвамі, який писав разом з Кейт Дуглас, заявив, що книга «викликала громадське обурення» і була описана як «морально безвідповідальна» зоологом Тімом Беркгедом. Він заперечував припущення Торнгілла та Палмера про те, що зґвалтування є еволюційним пристосуванням, написавши: «Хоча одне дослідження показало, що жінки мають у 2,5 рази більше шансів завагітніти після зґвалтування, ніж від статевого зв'язку за згодою, навіть якщо взяти до уваги використання контрацепції, ця ідея не відповідає дійсності, бо не пояснює зґвалтування чоловіків чи дітей».

### Наукові та академічні журнали
«Природна історія зґвалтування» отримала позитивні відгуки від Овена Д. Джонса в Cornell Law Review, психолога Тодда К. Шекелфорда та Грегорі Дж. Леблана в Journal of Sex Research, та Р. С. Мачалека в Reviews in Anthropology, змішані рецензії від Дафни Патаї в Gender Issues і сексолога Майкла С. Сето в Animal Behavior, і негативні відгуки від біологів Джеррі Койна та Ендрю Беррі в Nature, антрополога Джеффрі Х. Шварца в History and Philosophy of the Life Sciences, Лізи Санчес в Gender Issues, соціологині Гіларі Роуз у The Lancet, Даян Вольфталь у Journal of the History of Сексуальність, філософині Елізабет Ллойд в Michigan Law Review, біологинь Зулейми Танг-Мартінес і Мінді Механік в American Anthropologist, E.M. Дадлез та ін. в Journal of Social Philosophy і психологині М. Сюзанни Зідік в Psychology, Evolution & Gender, Лін Сігал і Джейсон А. Вілер Вега.
Книгу також обговорювали Тодд Мелбі в Contemporary Sexuality психолог Мері П. Косс у Trauma, Violence, &amp; Abuse, Ерік Сміт та ін. у «Тенденції в екології та еволюції», Пола Ніколсон у «Психології, еволюції та ґендері», Девід Слоан Вілсон та ін. в «Біології та філософії», Річард Гамільтон у «Теорії, культурі та суспільстві», Герберт Кокс у «Сучасній британській історії», Ґріт Вандермассен у «Сексуальних ролях», Пратікша Баксі в Annual Review of Anthropology і Торнгілл і Палмер у «Психології, еволюції та гендері», Evolutionary Psychology і Journal of Sex Research.
Джонс писав, що книга стала суперечливою після того, як її уривок був опублікований в журналі The Sciences, і що багато коментаторів висловили «злісну» думку про неї, незважаючи на те, що не бачили рукопису. Він писав, що більшість коментаторів не зрозуміли книгу, а деякі приписували її авторам погляди, які вони ніколи не висловлювали, наприклад, що ґвалтівники не несуть відповідальності за свою поведінку, що зґвалтування мотивоване виключно бажанням сексу, і що зґвалтування неминуче. Він вважає книгу корисною з правової точки зору і віддає належне її авторам, які продемонстрували, що неточні припущення про причини зґвалтувань перешкоджають спробам запобігти зґвалтуванням і що теорії поведінки повинні бути емпірично перевірені, а також висунули гіпотези, засновані на знаннях про еволюцію. Він похвалив їх за прояв «провокаційного скептицизму, який необхідний для пошуку істини». Він вважав переконливою їхню критику ортодоксальних поглядів на причини зґвалтувань, включаючи ідею про те, що зґвалтування ніколи не буває сексуально вмотивованим і що це виключно навчена поведінка. Він також вважав правильним наголошувати на тому, що мотиви зґвалтування слід відрізняти від використовуваної тактики, і відкидати ідею про те, що тільки люди вступають у примусові статеві стосунки. Однак він розкритикував провокаційну назву книги та презентацію своїх ідей Торнгілом і Палмером. Він вважав, що вони надмірно зневажливо ставляться до внесків інших дисциплін, наприклад соціальних наук. Він стверджував, що, незважаючи на те, що багато конкретних звинувачень, висунутих проти них, були неправдивими, їх наука все ще була відкритою для критики.
Шеклфорд і Леблан охарактеризували книгу як «інтелектуальний шедевр», «сміливий, співчутливий і науковий». Вони відзначили, що її автори пояснили «основні передумови еволюції шляхом природного відбору» і викрили хибні уявлення про цю тему, а також забезпечили чітке обговорення еволюції статевих відмінностей, продемонструвавши, що еволюційна перспектива необхідна для розуміння зґвалтувань і розробки ефективних методів лікування жертв і злочинців, які їх скоїли, дискредитація кількох гіпотез щодо кінцевих причин зґвалтування, а також «блискуче викриття здатності політичної та соціальної ідеології затуманювати, втручатися і навіть повністю зупиняти науковий пошук правди про зґвалтування та чоловічий сексуальний примус». Вони також віддали їм належне за викриття недоліків «соціологічної теорії зґвалтування», погодившись з ними в тому, що вона включає припущення про людську природу, несумісні з сучасними науковими знаннями, і підтримали їхню думку про те, що ідея про те, що еволюційна психологія виключає «соціальні, культурні або інші впливи навколишнього середовища», є необґрунтованою. Вони написали, що «глави Торнгілла і Палмера про лікування, освіту, профілактику, і особливо глава про психологічний біль, виявляють щире співчуття і нагальне почуття турботи і занепокоєння, яке Торнгіллу і Палмеру не приписують у багатьох дезінформованих рецензіях на цю книгу».
Махалек віддав належне Торнгіллу і Палмеру за те, що вони забезпечили «чудовий вступ до еволюційної теорії та її застосування до людської поведінки», узагальнили дані, наприклад, про «віковий розподіл жертв зґвалтувань», які суперечили поясненням зґвалтувань, що випливають зі стандартної моделі соціальних наук, дискредитували ідею про те, що біологічні пояснення соціальної поведінки людини страждають від «натуралістичної помилки», і запропонували нову політику запобігання зґвалтуванням. Хоча він писав, що вони мають «дуже редукціоністський опис природи, причин і наслідків зґвалтування», він все ж вважав, що їхні ідеї пропонують інтригуючі і нові гіпотези про зґвалтування, і заохочував читачів «переглянути своє розуміння цієї жахливої людської поведінки». Він зробив висновок, що вони «дають підстави сподіватися, що ми зможемо розвинути науково обґрунтоване розуміння» зґвалтування.
Патай відзначила, що автори книги кинули виклик феміністичній ідеї про те, що зґвалтування — це «насильство і влада», представивши «вражаючу документацію», і заявила, що звинувачення в тому, що вони «звинувачують жертву», є «істеричними» і ігнорують те, про що вони насправді пишуть. Однак, хоча вона зазначила, що вони використали багато доказів щодо зґвалтувань як у людському суспільстві, так і серед нелюдських тварин, вона вважає, що вони не змогли вирішити такі питання, як мотивація зґвалтувань жінок, які не досягли репродуктивного віку, і зґвалтувань чоловіків іншими чоловіками. Вона вважала недивним, що їхня робота отримала негативну реакцію. Вона стверджувала, що, хоча вони можуть мати рацію чи ні, розглядаючи «репродуктивну перевагу як основну причину зґвалтування», ворожість до їхньої книги є марною, і що феміністки мали б вітати роботу, спрямовану на запобігання зґвалтуванням. Вона зробила висновок, що хоча вони «помиляються, вважаючи зґвалтування насамперед еволюційним пристосуванням, а не вираженням гніву чи влади, феміністки помиляються в протилежному напрямку». Однак вона також вважає, що «Природна історія зґвалтування» може зміцнити «феміністичні аксіоми про зґвалтування», оскільки Торнгілл і Палмер неявно «підтримують думку про те, що всі чоловіки є потенційними ґвалтівниками».
Сето назвав книгу «провокаційною» і «суперечливою» і написав, що вона привернула до себе багато уваги після публікації уривку в журналі The Sciences. Він розкритикував Торнгілла і Палмера за те, що вони наводять «мало емпіричних даних з досліджень чоловіків-ґвалтівників» і не приділяють «достатньої уваги великій кількості літератури з соціальних наук про антисоціальні риси особистості і парафілічні сексуальні інтереси ґвалтівників». Він поставив під сумнів їхнє твердження про те, що засуджені ґвалтівники, як правило, мають «нижчий соціально-економічний статус» порівняно з тими, хто не є ґвалтівниками. Він також піддав критиці їхню думку про те, що сексуальне насильство над дітьми, ексгібіціонізм і фротерізм є побічними продуктами адаптації, що регулює чоловічі сексуальні бажання, стверджуючи, що вона ігнорує різницю між тими, хто займається такою поведінкою принагідно, і тими, хто віддає їй перевагу. Він критикував їхні пропозиції щодо запобігання зґвалтуванням. Він визнав, що вони продемонстрували, «що селективна перспектива може бути продуктивною для розуміння», але вважав, що вони переоцінили свої аргументи. Він також вважав їхній підхід надто полемічним і поляризуючим.
Койн і Беррі писали, що аналіз зґвалтування Торнгіллом і Палмером став основою для захисту еволюційної психології. Вони описали книгу як «запальний» маніфест, який «окреслює майбутнє завоювання еволюційною біологією соціальних наук», і написали, що в суперечці, яка послідувала за нею, наукові докази були здебільшого проігноровані. Шварц писав, що Торнгілл і Палмер стверджували, що «зґвалтування повинно було бути адаптивним», цю точку зору він відкидав через «невідповідність і незастосовність більшості досліджень, на яких базується ця передумова». Санчес поставила під сумнів науковий статус книги. Вона вважала це погано написаним твором із поганою наукою і вважала його підхід «редукціоністським». Вона критикувала Торнгілла та Палмера за використання досліджень, які свідчать про те, що «чоловіки ґвалтують жінок, які, на їхню думку, є фертильними», і стверджувала, що вони неправильно використали дані, щоб показати, що жертви зґвалтування репродуктивного віку зазнають більшої психологічної травми, ніж жертви зґвалтування нерепродуктивного віку. Вона вважала, що їх погляд на те, що зґвалтування є репродуктивною адаптацією, суперечить таким фактам, як те, що багато зґвалтувань не передбачають еякуляції в піхву, або вчиняються щодо дітей, літніх жінок або чоловіків, або включають більшу насильство, ніж те, що необхідно для примусового злягання і «чоловікам вигідно утримувати своїх дітей достатньо довго, щоб вони могли відтворювати потомство». Вона стверджувала, що сумнівно, що зґвалтування може бути засноване на певному наборі психологічних механізмів або зрозуміти через порівняння з поведінкою нелюдських тварин, що містить ризик антропоморфізму. Вона звинуватила Торнгілла та Палмера у відсутності «інтелектуальної витонченості» та догматичності, а також розкритикувала їхнє ставлення до феміністок, соціологів, жертв зґвалтувань та жінок, а також їхні пропозиції щодо запобігання зґвалтуванням. Вона дійшла висновку, що хоча увага, яку привернула «Природна історія зґвалтування», принесла їм популярність, книга була небезпечною.
Роуз писала, що книга неминуче приверне увагу через свою тематику. Однак, на її думку, вона страждає на концептуальну плутанину, а її автори подають непослідовні визначення зґвалтування, одне з яких, «злягання, якому жертва чинить опір в міру своїх можливостей, за винятком випадків, коли такий опір може призвести до смерті або серйозних травм осіб, яких жертва зазвичай захищає», виключає анальне, оральне та одностатеве зґвалтування. На її думку, вони не змогли пояснити, чому одні чоловіки ґвалтують, а інші — ні. Вона написала, що їхнє «уявлення про те, що всі чоловіки є потенційними ґвалтівниками, яких стримує лише егоцентричний аналіз витрат і вигод» є «образливим для чоловіків, які не є ґвалтівниками», і що вони не змогли «врахувати силу соціального і культурного контексту і неоднозначних повідомлень, які він дає про зґвалтування», були «зосереджені на чоловіках» і показали «мало ознак того, що вони здатні вислухати жінок, які були зґвалтовані». Вона розкритикувала їхні пропозиції звести зґвалтування до форми звинувачення жертви, звинуватила їх у «грандіозних спекуляціях» і «грубих узагальненнях», а також у нездатності «зрозуміти ані соціальні науки, ані сучасну еволюційну теорію», і зробила висновок, що «Природна історія зґвалтування» є «науковою порнографією».
Вольфталь звинуватила авторів книги в тому, що вони стверджують про існування змови з метою виключення їхніх поглядів з наукових журналів та академічних конференцій. Вона відхилила роботу, написавши, що її автори помилково вважали її вільною від ідеологічних упереджень, і зробила багато тверджень, наприклад, що «сучасна західна цивілізація більш схильна до зґвалтувань, ніж попередні суспільства, і що в минулому жінки виходили заміж молодшими, коли вони були найбільш фертильними», бездоказово. Вона звинуватила їх у нерозумінні поглядів Бравнміллер і Гріффіна і розкритикувала їх за заперечення того, що «насильство відіграє будь-яку роль у мотивації ґвалтівників», за їхнє «ідіосинкратичне» визначення зґвалтування, за спрощені припущення, на кшталт того, що «чоловіки і жінки є гетеросексуальними і побудовані як бінарні протилежності», і що чоловіки більш агресивні і прагнуть до злягання, ніж жінки, за перебільшення ролі конкуренції як рушійної сили, а також за нездатність розглянути, як зміни в сучасному суспільстві, такі як феміністичний рух, можуть вплинути на «динаміку зґвалтувань». Вона відкинула їхні пропозиції щодо запобігання зґвалтуванням, стверджуючи, що жінки, які живуть у західних суспільствах, не вважатимуть їх прийнятними, і зробила висновок, що їхня робота не зробила жодного внеску в розуміння зґвалтування.
Ллойд писав, що книга отримала значну увагу медіа. Однак вона поставила під сумнів розуміння еволюційної теорії Торнгіллом і Палмером, стверджуючи, що вони надавали надмірного значення природному відбору та ігнорували інші еволюційні сили. Вона критикувала їх за те, що вони стверджували, що «поведінка при зґвалтуванні є єдиною справжньою рисою», не надавали доказів «відносного репродуктивного успіху ґвалтівників і неґвалтівників», відкидали думку про те, що зґвалтування є наслідком психопатології, не брали до уваги дані, отримані з порівнянь між людей, шимпанзе та бонобо або щоб надати детальний опис «обставин нашого еволюційного минулого», карикатурно погляди соціологів і спотворили Бравнміллер. Вона стверджувала, що це не показало, що зґвалтування є адаптацією, і поставила під сумнів їхні пропозиції щодо запобігання зґвалтуванням.
Танг-Мартінес і Механік високо оцінили деякі аспекти дискусій Торнгілла і Палмера про еволюційну теорію і статевий відбір. Однак вони критикували їх за твердження, що весь людський досвід є результатом природного відбору, що поведінкові відмінності між чоловіками і жінками є результатом статевого відбору, що існує біологічне підґрунтя для схильності чоловіків до сексуальної нерозбірливості, і що зґвалтування є «людською універсалією» і зустрічається серед багатьох видів тварин. Вони також стверджували, що вони дотримувалися суперечливих поглядів щодо того, чи залишається зґвалтування адаптивною репродуктивною стратегією, і не змогли продемонструвати існування «людських рис, які спеціалізуються на зґвалтування», і зауважили, що хоча вони стверджували, що Едіпів комплекс є еволюційно неможливим через вплив інбридингової депресії, вони не змогли обговорити «інцестуальні зґвалтування батьками та іншими родичами, які також можуть призвести до інбридингової депресії». Вони написали, що їхній аргумент про те, що «жінки, які зазнали більш жорстокого зґвалтування, менше травмуються, оскільки їхні травми є доказом для подружжя та родичів, що вони чинили опір», суперечить доказам спеціалістів із травми після зґвалтування, що вони намагалися захистити свою точку зору, мінімізуючи частоту зґвалтування дівчат у препубертатному віці, не погодилися з тим, що зґвалтування, скоєні чоловіками з високим соціальним статусом, суперечать їхній думці, що чоловіки, які не мають доступу до ресурсів і були нездатні залучити жінок, швидше за все, зґвалтують, ігнорують зґвалтування, пов'язані з анальним чи оральним сексом, гомосексуальними актами чи вбивствами, відкидають або карикатурюють погляди своїх опонентів або приписують їм політичні мотиви.
Дадлез та ін. пишуть, що припущення Торнгілла і Палмера про те, що зґвалтування є адаптацією, привернуло увагу всього світу. Однак, на їхню думку, вони не надали необхідних доказів про еволюційне минуле людини і зв'язок зґвалтування з репродуктивним успіхом, а також зазначили, що багато зґвалтувань не можуть призвести до розмноження, оскільки вчиняються проти жінок, які не досягли дітородного віку, або пов'язані з гомосексуальними актами чи оральним або анальним сексом. Вони також стверджували, що достатньо використовували дослідження на приматах, що докази суперечать ідеї про те, що зґвалтування є адаптацією, і що їхнє альтернативне припущення про те, що зґвалтування може бути побічним продуктом, є тривіальним. Вони поставили під сумнів їхнє твердження про те, що зґвалтування є насамперед сексуально мотивованим, а також використання доказів, отриманих на тваринах, стверджуючи, що їхній підхід містить ризик антропоморфізму і що використання терміна «зґвалтування» для опису поведінки тварин, які не є людьми, викликає сумніви. Вони відкинули їхнє твердження, що не існує суспільств, вільних від зґвалтувань, і їхнє твердження, що психологічна травма, яка може бути результатом зґвалтування, є адаптацією, яка допомагає захистити жінок від зґвалтувань. Вони також критикували їхні пропозиції щодо запобігання зґвалтуванням і стверджували, що вони неправомірно відкидають тих, хто дотримується інших поглядів, як недостатньо об'єктивних, тоді як самі представляють себе як цілком об'єктивні. Вони вважали, що, незважаючи на їхні наміри, їхні пропозиції можуть бути неправильно сприйняті як такі, що виправдовують ґвалтівників.
Зідік зазначила, що книга привернула велику увагу і була схвалена еволюційними психологами Стівеном Пінкером і Девідом К. Гірі. Вона відкинула погляди його авторів про те, як викорінити зґвалтування. Вона стверджувала, що їхні заяви щодо реакції жінок на зґвалтування суперечать досвіду жінок і ґрунтуються на неправильних методах. Вона відкинула їхній аргумент про те, що зґвалтування є сексуально мотивованим, стверджуючи, що з точки зору зґвалтованої жінки немає різниці між тактикою зґвалтування, насильством і мотивацією зґвалтування. Вона також розкритикувала розрізнення між «інструментальною силою та надмірною силою», стверджуючи, що воно ігнорує точку зору жертви. Вона також стверджувала, що вони проігнорували докази, які підтверджують соціальну наукову думку про зґвалтування. Вона критикувала їх за те, що вони ігнорують форми насильства над жінками, окрім зґвалтування, і стверджувала, що їхня наукова концепція була помилковою і що їхня пропозиція запобігати зґвалтуванням шляхом інформування молодих чоловіків про юридичні покарання за це ігнорує той факт, що «зафіксовані зґвалтування зазвичай не доходять до судове переслідування» і швидше заохочував до зґвалтування, ніж перешкоджав йому. Проте, вона вважала «Природну історію зґвалтування» важливою, оскільки це «гарний приклад сучасної еволюційної психології». Вона припустила, що альтернативний еволюційний підхід до зґвалтування може зосередитися на «вродженому прагненні до влади» чоловіків.
Сігал зазначила, що книга привернула увагу медіа, і написав, що вона є частиною тенденції звинувачувати соціальні проблеми в біологічних факторах. Вона відкинула цю роботу як псевдонауку та назвала твердження її авторів про те, що зґвалтування стосується сексу, а не насильства, як напівправду. Вона критикувала їх за припущення, що «люди-самці будуть ґвалтувати, коли їхня здатність до успішного розмноження буде зруйнована», засновуючи заяви про людську поведінку на вивченні нелюдських тварин, таких як комахи, хибно характеризуючи своїх критиків як «антиеволюційних», тримаючи що певні аспекти «статевої поведінки людини» є «універсально диморфними» між статями, і надають перевагу біологічним, а не соціальним поясненням відмінності, які існували. Вона писала, що «розмови про „природний відбір“ на арені сексуальної активності — це не що інше, як порожні припущення без доказів еволюційної історії будь-якої конкретної ознаки». Вона розкритикувала Торншілла і Палмера за те, що вони стверджують, що безплідні жінки страждають від зґвалтування «менше психологічного болю», написавши, що це ігнорує те, що відомо про руйнівні наслідки сексуального насильства над дітьми. Вона розкритикувала їхні пропозиції щодо запобігання зґвалтуванням і дійшла висновку, що «Природну історію зґвалтувань» слід сприймати з глузуванням.
Вілер Вега писав, що книга погіршила стосунки між біологами та феміністками. Хоча він підтримував її мету викорінення зґвалтувань, він звинуватив її авторів за їхню критику соціальних наук, постмодернізму та феміністських пояснень зґвалтувань. Він стверджував, що їхнє обговорення таких питань, як дуалізм розуму й тіла, показало, що вони мали «невитончену метафізику» і намагалися приписувати грубі помилки авторам, яких вони критикували. Він розкритикував їхнє ставлення до «натуралістичної помилки», припустивши, що вони надто спростили питання і привласнили цей термін у Мура, який використовував його для позначення «помилки використання якоїсь однієї властивості як визначення „добра“», причому природність є лише одним із можливих прикладів такої властивості. Він також розкритикував їхнє обговорення питання про те, чи слід вважати зґвалтуванням примусове злягання тварин.
Мелбі, написавши до публікації книги, зазначив, що вона вже отримала «широку критику», в тому числі з боку Бравнміллер. Косс вважала увагу, яку привернула книга, гідною жалю, припускаючи, що те, як Торнгілл і Палмер висунули свої ідеї, «підвищило опір еволюційному аналізу». Вона стверджувала, що вони прагнули просувати ідеологічну програму, що їх наукова логіка була помилковою, а докази суперечили їхнім поглядам. Вона зазначила, що багато зґвалтувань скоюють щодо жінок нерепродуктивного віку. Вона також розкритикувала їхні пропозиції щодо запобігання зґвалтуванням і дійшла висновку, що «Природна історія зґвалтувань» була «образливою» та помилковою. Сміт та ін. зазначили, що «Природна історія зґвалтування» була суперечливою та отримала «сенсаційне висвітлення в пресі». Вони вважали основними науковими недоліками роботи її авторів «відсутність явних моделей або показників придатності» та «звернення до гіпотетичних предметно-специфічних еволюційних психологічних механізмів». Вони додали, що ефективна оцінка гіпотези Торнгілла і Палмера вимагає «уточнення еволюційної моделі та оцінки витрат і переваг зґвалтування». Застосовуючи математичну модель співвідношення витрат і вигод, засновану на дослідженнях народу аче в Парагваї, вони стверджували, що витрати на племінне зґвалтування значно перевищують його переваги, що робить малоймовірним те, що зґвалтування є адаптацією.
Ніколсон вважав книгу та відгуки на неї частиною необхідної дискусії. Вільсон та ін. стверджували, що Торнгілл і Палмер неналежним чином використали термін «натуралістична помилка», щоб придушити «змістовне обговорення етичних проблем, пов'язаних із темою зґвалтування», включаючи наслідки ідей, висунутих у "Природній історії зґвалтування ". Проте, висловлюючи незгоду з деталями поглядів Торнгілла і Палмера, вони визнали, що Торнгілл і Палмер можуть мати рацію в тому, що зґвалтування є еволюційною адаптацією.
Гамільтон порівняв пропозиції Торнuілла і Палмера щодо запобігання зґвалтуванням з поглядами Талібану, написавши, що вони можуть передбачати «клоаку жінок, які перебувають у статевозрілому віці». Він критикував їхнє визначення зґвалтування як примусового вагінального проникнення до жінок репродуктивного віку, стверджуючи, що виключення гомосексуальних зґвалтувань, зґвалтувань жінок не репродуктивного віку, зґвалтувань з убивством і невагінальних форм зґвалтування практично гарантує підтвердження їхньої гіпотези про те, що зґвалтування є еволюційною репродуктивною стратегією, а не насильницьким злочином.
Кокс припустив, що книга стала однією з найбільш «сумнозвісних» праць еволюційної психології. Він приписав авторам те, що вони продемонстрували, що докази принаймні узгоджуються з їхньою гіпотезою про те, що зґвалтування є еволюційним пристосуванням, і вважав їх правильними, відкидаючи звинувачення в тому, що вони є генетичними детерміністами. Однак він поставив під сумнів те, що їхній висновок про те, що зґвалтування є результатом як генетичних факторів, так і чинників навколишнього середовища, виходить за рамки очевидного, і розкритикував їхню точку зору, «що кінцеві причини можуть пояснити всі найближчі». Вандермассен зазначила, що книга привернула увагу до еволюційних теорій зґвалтування, але також викликала суперечки та, як і інші спроби пояснити поведінку людини в біологічних термінах, була сприйнята вороже багатьма феміністками та соціологами. Хоча дослыдниця вважала таку реакцію зрозумілою, вона стверджувала, що можна поєднати феміністичне та еволюційне твердження про зґвалтування. Вона припустила, що хоча критики Торнгілла і Палмера можуть бути ідеологічно мотивованими, робота Торнгілла і Палмера також була упередженою. Вважаючи їхній провокаційний підхід частково причиною негативного сприйняття книги, вона також припустила, що небагато критиків це зрозуміли. Вона стверджувала, що, незважаючи на те, що багато звинувачень проти них були неправдивими, їхня вченість була сумнівною, і вони недооцінили важливість несексуальних мотивів зґвалтування. Вона написала, що вони неправильно використали дані, щоб спробувати підтвердити свої прогнози щодо «ступеню психологічного болю, який відчувають жертви зґвалтування», і її не переконала їхня відповідь на звинувачення.
Баксі, написавши у 2014 році, описав книгу як частину «нещодавнього відродження біологічних та еволюційних теорій зґвалтування» та підтримав думку критика, який стверджував, що це було «підбурюванням до зґвалтування», припустивши, що зґвалтування є «незмінна» форма поведінки.
Торнгілл і Палмер у журналі «Психологія, еволюція та гендер» писали, що «Природна історія зґвалтування» була розкритикована «соціальними конструкціоністами», а повідомлення в медыа та рецензії на книгу неправильно зрозуміли і спотворили її зміст, помилково приписуючи ґвалтівникам такі погляди, як «зґвалтування — це добре», що ґвалтівники не несуть відповідальності за свою поведінку, що «всі чоловіки ґвалтують», що ґвалтівниками керує «бажання мати нащадків», а не сексуальне задоволення, а також те, що в усьому треба звинувачувати потерпілих. Вони також стверджували, що їхні аргументи були помилково охарактеризовані як антифеміністичні, і що їх безпідставно звинуватили в тому, що вони не мають наукових доказів, що їхні висновки ґрунтуються лише на даних про комах, і що вони не можуть пояснити зґвалтування чоловіків, хлопчиків і «жінок не репродуктивного віку». Вони писали, що багато наукових обговорень книги помилково зобразили її мету як таку, що полягає в тому, щоб показати, що зґвалтування є адаптацією, і проігнорували той факт, що вони розглянули цілий ряд гіпотез і не дійшли висновку, що зґвалтування є адаптацією.
Торнгілл і Палмер, написавши в Evolutionary Psychology, відповіли на критику «Природної історії зґвалтування», представленої в антології Шеріл Бравн Тревіс «Еволюція, стать і зґвалтування» (2003). Вони зазначили, що погоджуються з деякими твердженнями, викладеними в книзі, включно з тим, що висвітлення в медыа «Природної історії зґвалтування» було «в основному негативним». Однак вони описали книгу як оманливий опис їхньої роботи, стверджуючи, що вона була присвячена дискредитації «Природної історії зґвалтування» «за будь-яку ціну».
Торнгілл і Палмер, пишучи в Journal of Sex Research, стверджували, що значна частина критики, яку отримали їхні роботи, складалася з аргументів, які були «за своєю суттю суперечливими та нелогічними», або які неправильно розуміли або неправильно представляли їхні погляди. За їхніми словами, ці неправдиві твердження включали припущення, що їхня робота є «прикладом легкого ентузіазму щодо адаптаційних пояснень еволюційних явищ» і що вони нав'язали свої дані, щоб підтвердити свої висновки. У відповідь вони зазначили, що гіпотеза про те, що зґвалтування є адаптивною стратегією, є лише одним із двох можливих пояснень зґвалтування, яке вони розглядали, а інше полягає в тому, що зґвалтування є «побічним продуктом відмінностей у чоловічій і жіночій сексуальності». Вони написали, що висловили деякі з тих самих тез, які використовували їхні критики, щоб дискредитувати їхню роботу. Вони поставили під сумнів твердження Сміта про те, що етнографічні дані демонструють, що загальні репродуктивні витрати від зґвалтування вищі, ніж його користь, і написали, що аргумент Сміта «насправді передбачає нижчий стандарт ідентифікації адаптації, ніж той, який ми використали в нашій книзі», і «означає, що зґвалтування може бути вважається пристосуванням, якщо його поточні репродуктивні переваги переважають його витрати на репродуктивний успіх».

### Оцінки в книгах
Психолог Марго Вілсон у передмові до «Природної історії зґвалтування» приписувала Торнгіллу та Палмеру те, що вони усвідомлювали почуття жінок до зґвалтування та хотіли принести користь жінкам. Вона вважала, що вони пропонують «багато нових і неінтуїтивних ідей про те, чому відбуваються зґвалтування і чому жінки так спустошені жертвами». Соціологиня Гіларі Роуз і біолог Стівен Роуз у своїй антології «На жаль, бідний Дарвін» (2000) назвали «Природну історію зґвалтування» «можливо найнижчою точкою фантазій еволюційної психології». Вони написали, що автори описують примусовий секс між тваринами як зґвалтування, незважаючи на те, що провідні журнали про поведінку тварин відкинули цю характеристику як форму антропоморфізму ще в 1980-х роках, і не звернули уваги на докази того, що в той час як примусовий секс між тваринами завжди відбувається з фертильними самками, жертви зґвалтування людей часто є або занадто молодими, або занадто старими, щоби бути фертильними. Роузи також звинуватили їх в тому, що вони образили жертв зґвалтувань, припустивши, що вони могли запрошувати до сексу, одягаючи відвертий одяг, і розкритикували їх за те, що вони надають перевагу кінцевим поясненням, а не безпосереднім, вважаючи останні більш зрозумілими. Роузи припустили, що вони недооцінили кількість зґвалтувань, і написали, що їхні ідеї були «образливими як для жінок, так і для проекту побудови культури, яка відкидає зґвалтування».
Річард Морріс заявив, що "Природна історія зґвалтування " викликала «багато суперечок» і що деякі критики «досить різко» заперечували проти ідей її авторів у «Еволюціоністах» (2001). Він вважав прикро, що суперечка затьмарила той факт, що їхня робота була не лише про зґвалтування, але й була захистом еволюційної психології. Пінкер назвав цей твір однією з найбільш «запальних» книг останніх років у «Чистому листі» (2002). Він порівняв його з «The Bell Curve» і «Успіння Пресвятої Богородиці» (1998) психолога Джудіт Річ Гарріс. Він зазначив, що автори привернули увагу до наукових досліджень зґвалтування та його зв'язку з людською природою, але зауважив, що вони також «засудили еволюційну психологію більше, ніж будь-яке питання за останні роки». За словами Пінкера, їх атакували як ліві, так і праві за визнання біологічного впливу на поведінку людини. Серед них представниця Фонду феміністської більшості назвала «Природну історію зґвалтування» «страшною» та «регресивною», а представник креаціоністського інституту Discovery назвав це загрозою моралі. Пінкер погодився з Торнгіллом і Палмером, що зґвалтування є сексуально мотивованим. Однак він критикував їх за встановлення дихотомії між припущенням, що зґвалтування є адаптацією, і припущенням, що зґвалтування є побічним продуктом, написавши, що це відвернуло увагу від більш основного твердження, що зґвалтування пов'язане зі сексом. Він вважав їхні пропозиції щодо запобігання зґвалтуванням неперевіреними та сумнівними, але додав, що критики відреагували на них з невиправданим обуренням.
Соціолог Майкл Кіммел розкритикував аргумент Торнгілла та Палмера про те, що жінки-жертви зґвалтування, як правило, сексуально привабливі молоді жінки, а не діти чи жінки похилого віку, всупереч тому, що можна було б очікувати, якби ґвалтівники обирали жертв на основі нездатності чинити опір, у «Еволюції, Статі та зґвалтування». Він стверджував, що молоді жінки найрідше виходять заміж і найімовірніше ходять на побачення з чоловіками, а отже, вони, швидше за все, будуть зґвалтовані через можливість, що випливає з соціального впливу та сімейного стану. Біоетикиня Еліс Дрегер в «Середньому пальці Галілея» (2015) написала, що Палмер показав їй, що більшість критики, спрямованої проти «Природної історії зґвалтувань», приписували її авторам «невігласливі й огидні» погляди, яких вони ніколи не висловлювали, наприклад, що зґвалтування — це нормально і що чоловіки не можуть не ґвалтувати.

### Інші відповіді
Торнгілл обговорював свої висновки та Палмера про зґвалтування з Бравнміллер на американському громадському радіо.

### Книги
- Dreger, Alice (2016). Galileo's Middle Finger: Heretics, Activists, and One Scholar's Search for Justice. New York: Penguin Books. ISBN 978-0143108115.
- Kimmel, Michael; Travis, Cheryl Brown, Editor (2003). Evolution, Gender, and Rape. Cambridge, Massachusetts: MIT Press. ISBN 978-0-262-20143-8.
- Morris, Richard (2001). The Evolutionists: The Struggle for Darwin's Soul. New York: W. H. Freeman and Company. ISBN 978-0-7167-4094-0.
- Pinker, Steven (2003). The Blank Slate: The Modern Denial of Human Nature. London: Penguin Books. ISBN 978-0-140-27605-3.
- Rose, Hilary; Rose, Steven (2000). Alas, Poor Darwin: Arguments Against Evolutionary Psychology. London: Jonathan Cape. ISBN 978-0-224-06030-1.
- Thornhill, Randy; Palmer, Craig T. (2000). A Natural History of Rape. Cambridge, Massachusetts: MIT Press. ISBN 978-0-262-20125-4.
- Wilson, Margo; Thornhill, Randy; Palmer, Craig T. (2000). A Natural History of Rape. Cambridge, Massachusetts: MIT Press. ISBN 978-0-262-20125-4.

### Журнали
- Ananthaswamy, Anil; Douglas, Kate (2018). The ascent of man. New Scientist (3174).
- Angier, Natalie (2000). Biological Bull. Ms. 10 (4).
- Baxi, Pratiksha (2014). Sexual Violence and Its Discontents. Annual Review of Anthropology. 43 (1): 139—154. doi:10.1146/annurev-anthro-102313-030247.
- Cockburn, Lyn (2000). The pen is mightier than the penis. Herizons. 13 (4).   – за допомогою EBSCO's Academic Search Complete (необхідна підписка)
- Cocks, H. G. (2010). The History of Sexuality Meets Evolutionary Psychology. Contemporary British History. 24 (1): 109—129. doi:10.1080/13619460903553826. S2CID 144545850.
- Concar, David (2000). Crimes of passion?. New Scientist. 165 (2226).   – за допомогою EBSCO's Academic Search Complete (необхідна підписка)
- Coyne, Jerry (2000). Of Vice and Men. The New Republic. Т. 222, № 14.
- Coyne, Jerry; Berry, Andrew (2000). Rape as an adaptation. Nature. 404 (6774): 121—122. doi:10.1038/35004636. S2CID 30676466.
- Dadlez, E. M.; Andrews, William L.; Lewis, Courtney; Stroud, Marissa (2009). Rape, Evolution, and Pseudoscience: Natural Selection in the Academy. Journal of Social Philosophy. 40 (1): 75—96. doi:10.1111/j.1467-9833.2009.01439.x.   – за допомогою EBSCO's Academic Search Complete (необхідна підписка)
- Ehrenreich, Barbara (2000). How 'Natural' Is Rape?. Time. 155 (4): 88. PMID 10787968.   – за допомогою EBSCO's Academic Search Complete (необхідна підписка)
- Frazier, Kendrick (2000). New books. Skeptical Inquirer. 24 (3).
- Greenberg, Judith B. (2001). A natural history of rape (Book Review). Science Books & Films. 37 (1).
- Hamilton, Richard (2008). The Darwinian cage: Evolutionary psychology as moral science. Theory, Culture & Society. 25 (2): 105—125. doi:10.1177/0263276407086793. S2CID 146337532.
- Jones, Owen D. (2001). A natural history of rape (Book Review). Cornell Law Review. 86 (6).
- Koss, Mary P. (2000). Evolutionary Models of Why Men Rape: Acknowledging the Complexities. Trauma, Violence, & Abuse. 1 (2): 182—190. doi:10.1177/1524838000001002005. S2CID 30859671.   – за допомогою EBSCO's Academic Search Complete (необхідна підписка)
- Lees, Sue (2000). The Taliban comes to town. The Times Literary Supplement (5059).
- Lloyd, Elisabeth A. (2001). Science gone astray: evolution and rape. Michigan Law Review. 99 (6): 1536—1559. doi:10.2307/1290397. JSTOR 1290397.   – за допомогою EBSCO's Academic Search Complete (необхідна підписка)
- Machalek, R. S. (2004). Evolutionary Biology and Human Nature: The Archaeology of Epigenetic Rules. Reviews in Anthropology. 33 (3): 193—207. doi:10.1080/00938150490486391. S2CID 83764039.   – за допомогою EBSCO's Academic Search Complete (необхідна підписка)
- Melby, Todd (2000). Is rape a sexual act?. Contemporary Sexuality. 34 (2).   – за допомогою EBSCO's Academic Search Complete (необхідна підписка)
- Nicolson, Paula (2002). Editorial. Psychology, Evolution & Gender. 4 (3): 241—242. doi:10.1080/14616661.2002.10383126.   – за допомогою EBSCO's Academic Search Complete (необхідна підписка)
- Palmer, Craig T.; Thornhill, Randy (2003a). A posse of good citizens bring outlaw evolutionists to justice. Evolutionary Psychology. 1 (1): 10—27.
- Palmer, Craig T.; Thornhill, Randy (2003b). Straw Men and Fairy Tales: Evaluating Reactions to A Natural History of Rape. Journal of Sex Research. 40 (3): 249—55. doi:10.1080/00224490309552189. PMID 14533019. S2CID 34761874.   – за допомогою EBSCO's Academic Search Complete (необхідна підписка)
- Patai, Daphne (2000). Do They Have To Be Wrong?. Gender Issues. 18 (4): 74—82. doi:10.1007/s12147-001-0025-6. S2CID 143514466.   – за допомогою EBSCO's Academic Search Complete (необхідна підписка)
- Pearcey, Nancy R. (2000). 'Ain't Nothin' but Mammals'. Human Events. 56 (26).   – за допомогою EBSCO's Academic Search Complete (необхідна підписка)
- Pigliucci, Massimo (2002). Rape, Sex and the Research Of Evolutionary Psychology. Skeptic. 9 (2).   – за допомогою EBSCO's Academic Search Complete (необхідна підписка)
- Pozner, Jennifer L. (2000). In Rape Debate, Controversy Trumps Credibility: 'Natural' Sexual Assault Theory 'Irresistible' to Profit-Driven Media. Extra!. 13 (3).
- Quinn, Judy (2000). Controversy Speeds Sales. Publishers Weekly. 247 (6).   – за допомогою EBSCO's Academic Search Complete (необхідна підписка)
- Rose, Hilary (2001). Debating rape. The Lancet. 357 (9257): 727—728. doi:10.1016/S0140-6736(05)71493-8. S2CID 54273642.   – за допомогою EBSCO's Academic Search Complete (необхідна підписка)
- Sambrook, Tom (2000). Sharp exchange over the blunt scythe of selection. The Times Higher Education Supplement (1444).
- Sanchez, Lisa E. (2000). How Homo Academicus Got His Name and Other Just-So Stories. Gender Issues. 18 (4): 83—103. doi:10.1007/s12147-001-0026-5. S2CID 145531186.   – за допомогою EBSCO's Academic Search Complete (необхідна підписка)
- Sapp, Gregg (2000). A Natural History of Rape (Book Review). Library Journal. 125 (4).   – за допомогою EBSCO's Academic Search Complete (необхідна підписка)
- Schwartz, Jeffrey H. (2001). Adaption and Evolution. History and Philosophy of the Life Sciences. 23 (3/4).
- Segal, Lynne (2001). Nature's way?: Inventing the natural history of rape. Psychology, Evolution & Gender. 3 (1): 87—93. doi:10.1080/14616660110049591.   – за допомогою EBSCO's Academic Search Complete (необхідна підписка)
- Seto, Michael (2000). A Natural History of Rape (Book Review). Animal Behaviour. 60 (5).
- Shackelford, Todd K.; LeBlanc, Gregory J. (2001). Courageous, compassionate, and scholarly: an evolutionary analysis of rape and male sexual coercion. Journal of Sex Research. 38 (1).   – за допомогою EBSCO's Academic Search Complete (необхідна підписка)
- Stanford, Craig B. (2000). Darwinians Look at Rape, Sex and War. American Scientist. 88 (4).   – за допомогою EBSCO's Academic Search Complete (необхідна підписка)
- Tang-Martínez, Zuleyma; Mechanic, Mindy (2001). A Natural History of Rape (Book). American Anthropologist. 103 (4): 1222—1223. doi:10.1525/aa.2001.103.4.1222.
- Thornhill, Randy; Palmer, Craig T. (2002). Rape and evolution: A Reply to our critics. Psychology, Evolution & Gender. 4 (3): 283—296. doi:10.1080/14616661.2002.10383129.   – за допомогою EBSCO's Academic Search Complete (необхідна підписка)
- Vandermassen, Griet (2011). Evolution and Rape: A Feminist Darwinian Perspective. Sex Roles. 64 (9–10): 732—747. doi:10.1007/s11199-010-9895-y. S2CID 143793617.   – за допомогою EBSCO's Academic Search Complete (необхідна підписка)
- Ward, Marianne Meed (2000). My genes made me do it. Report / Newsmagazine (Alberta Edition). 26 (48).   – за допомогою EBSCO's Academic Search Complete (необхідна підписка)
- Wheeler Vega, Jason A. (2001). Naturalism and feminism: Conflicting explanations of rape in a wider context. Psychology, Evolution & Gender. 3 (1).   – за допомогою EBSCO's Academic Search Complete (необхідна підписка)
- Wilson, David Sloan; Dietrich, Eric; Clark, Anne B. (2003). On the inappropriate use of the naturalistic fallacy in evolutionary psychology. Biology and Philosophy. 18 (5): 669—681. doi:10.1023/A:1026380825208. S2CID 30891026.
- Wolfthal, Diane (2001). A Natural History of Rape (Book). Journal of the History of Sexuality. 10 (2).   – за допомогою EBSCO's Academic Search Complete (необхідна підписка)
- Zeedyk, M. Suzanne (2000). Review essay: Epistemological bases of theoretical coercion. Psychology, Evolution & Gender. 2 (3).   – за допомогою EBSCO's Academic Search Complete (необхідна підписка)
- Forecasts: Nonfiction. Publishers Weekly. 247 (6). 2000.   – за допомогою EBSCO's Academic Search Complete (необхідна підписка)

### Інтернет-статті
- Begley, Sharon (19 червня 2009). Why Do We Rape, Kill and Sleep Around?. The Daily Beast. Архів оригіналу за 17 вересня 2011. Процитовано 31 травня 2018.
- de Waal, Frans B. M. (2 квітня 2000). Survival of the Rapist. The New York Times. Процитовано 25 травня 2019.
- Goode, Erica (15 січня 2000). What Provokes a Rapist to Rape?; Scientists Debate Notion of an Evolutionary Drive. The New York Times. Процитовано 25 травня 2019.
- Smith, Eric; Mulde, Monique; Hill, Kim (March 2001). Controversies in the evolutionary social sciences: a guide for the perplexed (PDF). Trends in Ecology & Evolution. 16 (3): 128—135. doi:10.1016/s0169-5347(00)02077-2. PMID 11179576. Процитовано 25 травня 2019.